# Ján Chrbet
Ján Chrbet (* 25. července 1963 Zvolen, Československo) je slovenský politik a podnikatel, v letech 2008–2009 ministr životního prostředí Slovenské republiky.

## Život
Absolvoval vojenské gymnázium v Banské Bystrici a Vysokou vojenskou technickou školu v Liptovském Mikuláši. Po absolvování vysoké školy působil 7 let v armádě v Česku, odtud se vrátil jako učitel na banskobystrické vojenské gymnázium.
V roce 1992 začal podnikat ve výrobě bionafty, jedlého rostlinného oleje ekologickou metodou a v oblasti likvidace odpadů. Společnost, ve které od roku 1992 podnikal skončila později v exekuci, a jelikož neměla majetek, zůstal po ní nesplacený mnohamilionový úvěr. Výroba oleje na původní technologii financované z úvěru Dopravní banky pokračuje dodnes, provozuje ji však jiná společnost, ve které již Ján Chrbet nefiguruje.
Je ženatý, má manželku Janu, syna Tomáše a dceru Lucii. Mezi jeho záliby patří motorismus, koně a příroda.

## Politika
V parlamentních volbách v roce 2006 kandidoval za Slovenskou národní stranu na 23. místě kandidátky. Nebyl zvolen poslancem a stal se v pořadí třetím náhradníkem. Jako náhradník nastoupil do funkce poslance 27. července 2006 za neuplatňovaný mandát poslance Dušana Švantnera. Následně se stal členem Výboru pro hospodářskou politiku.
Dne 18. srpna 2008 vystřídal na postu ministra životního prostředí odvolaného Jaroslava Izáka. Toho dne přestal uplatňovat svůj mandát poslance. Na první tiskové konferenci po oznámení jeho nominace na post ministra uvedl, že o ekologii mnoho neví, ale sliboval, že se bude snažit. Při svém nástupu do funkce prohlásil, že jeho prioritou bude protipovodňová ochrana a budování vodovodů a kanalizací. 6. května 2009 ho prezident Ivan Gašparovič na návrh předsedy vlády Roberta Fica z funkce ministra odvolal. Důvodem mělo být podle předsedy vlády jeho politické selhání. Fico se o Chrbetově odvolání rozhodl poté, co od vlády požadoval, aby rozhodla ve věci zrušení sporné smlouvy s americkou firmou Interblue Group o prodeji přebytečných povolenek oxidu uhličitého. Ve funkci ho nahradil Viliam Turský.